# Karl-Günther Bechem
Karl-Günther Bechem startujący w wyścigach jako Bernard Nacke (ur. 21 grudnia 1921 w Hagen, zm. 3 maja 2011 w Hagen) – niemiecki kierowca wyścigowy.
Bechem rozpoczął karierę w wyścigach samochodów sportowych, zanim wziął udział w wyścigu Formuły 2 podczas Grand Prix Niemiec 1952, prowadząc BMW pod pseudonimem „Bernhard Nacke”. Nie ukończył wyścigu i nie zdobył punktów do klasyfikacji mistrzostw. W 1953 roku kontynuował starty w Formule 2, jeżdżąc samochodem AFM-BMW, wcześniej używanym przez Karla Gommanna (nadwozie 50–5), na torze AVUS oraz w Grand Prix Niemiec na Nürburgring, ale ponownie nie ukończył wyścigu. Odnosił jednak większe sukcesy w wyścigach samochodów sportowych z zespołem Borgward. W 1954 roku Bechem uległ poważnemu wypadkowi podczas wyścigu Carrera Panamericana i choć w pełni wyzdrowiał po odniesionych obrażeniach, nigdy więcej nie ścigał się na tak wysokim poziomie.

## Wyniki w Formule 1
| Legenda oznaczeń w tabelach wyników Wyświetl szablon na nowej stronie | Legenda oznaczeń w tabelach wyników Wyświetl szablon na nowej stronie                                                                     |
| Oznaczenie                                                            | Wyjaśnienie |
| --------------------------------------------------------------------- | --- |
| Złoty                                                                 | Zwycięzca lub mistrzostwo |
| Srebrny                                                               | 2. miejsce lub wicemistrzostwo |
| Brązowy                                                               | 3. miejsce lub II wicemistrzostwo |
| Zielony                                                               | Ukończył, punktował (w klasyfikacji generalnej, gdy zdobył co najmniej jeden punkt na przestrzeni sezonu, poza trzema powyższymi opcjami) |
| Niebieski                                                             | Ukończył, nie punktował (w klasyfikacji generalnej, gdy nie zdobył co najmniej jednego punktu na przestrzeni sezonu)                      |
| Czerwony                                                              | Nie zakwalifikował się (NZ) |
| Czerwony                                                              | Nie prekwalifikował się (NPK) |
| Różowy                                                                | Nie ukończył (NU) |
| Różowy                                                                | Niesklasyfikowany (NS) (w klasyfikacji generalnej, gdy nie został sklasyfikowany w żadnym wyścigu sezonu)                                 |
| Czarny                                                                | Zdyskwalifikowany (DK) |
| Czarny                                                                | Wykluczony (WYK/EX) |
| Biały                                                                 | Nie wystartował (NW) |
| Biały                                                                 | Kontuzjowany (K/INJ) |
| Biały                                                                 | Wyścig odwołany (OD/C) |
| Bez koloru                                                            | Został wycofany (WYC/WD) |
| Bez koloru                                                            | Nie przybył (NP/DNA) |
| Bez koloru                                                            | Nie brał udziału w treningach (NT/DNP) |
| Bez koloru                                                            | Nie został zgłoszony (–) |
| Pogrubienie                                                           | Start z pole position |
| Kursywa                                                               | Najszybsze okrążenie wyścigu |
| †                                                                     | Nie ukończył, ale jego rezultat został zaliczony ze względu na przejechanie więcej niż 90% dystansu wyścigu.                              |
| *                                                                     | Sezon w trakcie |
| 1/2/3                                                                 | Punktowana pozycja w sprincie kwalifikacyjnym                                                                                             |
| Lista systemów punktacji Formuły 1                                    | |

| Rok  | Zespół         | Bolid        | Silnik | 1     | 2     | 3     | 4     | 5     | 6      | 7      | 8     | 9     | Pozycja | Punkty |
| ---- | -------------- | ------------ | ------ | ----- | ----- | ----- | ----- | ----- | ------ | ------ | ----- | ----- | ------- | ------ |
| 1952 | Bernhard Nacke | BMW Eigenbau | BMW R6 | SWI - | 500 - | BEL - | FRA - | GBR - | GER NU | HOL -  | ITA - |       | NS      | 0      |
| 1953 | Günther Bechem | AFM-50-5     | BMW R6 | ARG - | ARG - | NED - | BEL - | FRA - | GBR -  | GER NU | SWI - | ITA - | NS      | 0      |